# Tournai-sur-Dive
|  | Per a altres significats, vegeu «Tournay». |

Tournai-sur-Dive és un municipi francès situat al departament de l'Orne i a la regió de Normandia. L'any 2007 tenia 313 habitants.

## Demografia

### Població
El 2007 la població de fet de Tournai-sur-Dive era de 313 persones. Hi havia 130 famílies de les quals 28 eren unipersonals (8 homes vivint sols i 20 dones vivint soles), 37 parelles sense fills, 57 parelles amb fills i 8 famílies monoparentals amb fills.
La població ha evolucionat segons el següent gràfic:
Habitants censats

### Habitatges
El 2007 hi havia 147 habitatges, 126 eren l'habitatge principal de la família, 11 eren segones residències i 10 estaven desocupats. 145 eren cases i 2 eren apartaments. Dels 126 habitatges principals, 102 estaven ocupats pels seus propietaris i 24 estaven llogats i ocupats pels llogaters; 2 tenien dues cambres, 18 en tenien tres, 28 en tenien quatre i 78 en tenien cinc o més. 96 habitatges disposaven pel capbaix d'una plaça de pàrquing. A 48 habitatges hi havia un automòbil i a 73 n'hi havia dos o més.

### Piràmide de població
La piràmide de població per edats i sexe el 2009 era:
| Homes | Edats   | Dones |
| ----- | ------- | ----- |
| 0     | 95 o +  | 0     |
| 0     | 90 a 94 | 0     |
| 0     | 85 a 89 | 0     |
| 4     | 80 a 84 | 8     |
| 4     | 75 a 79 | 0     |
| 0     | 70 a 74 | 12    |
| 16    | 65 a 69 | 8     |
| 8     | 60 a 64 | 12    |
| 12    | 55 a 59 | 12    |
| 4     | 50 a 54 | 8     |
| 16    | 45 a 49 | 8     |
| 12    | 40 a 44 | 16    |
| 8     | 35 a 39 | 16    |
| 24    | 30 a 34 | 0     |
| 0     | 25 a 29 | 0     |
| 0     | 20 a 24 | 0     |
| 16    | 15 a 19 | 12    |
| 0     | 10 a 14 | 4     |
| 8     | 5 a 9   | 12    |
| 8     | 0 a 4   | 4     |

## Economia
El 2007 la població en edat de treballar era de 195 persones, 150 eren actives i 45 eren inactives. De les 150 persones actives 136 estaven ocupades (73 homes i 63 dones) i 13 estaven aturades (6 homes i 7 dones). De les 45 persones inactives 24 estaven jubilades, 8 estaven estudiant i 13 estaven classificades com a «altres inactius».

### Ingressos
El 2009 a Tournai-sur-Dive hi havia 130 unitats fiscals que integraven 318,5 persones, la mediana anual d'ingressos fiscals per persona era de 17.822 €.

### Activitats econòmiques
Dels 7 establiments que hi havia el 2007, 1 era d'una empresa extractiva, 1 d'una empresa de construcció, 1 d'una empresa de comerç i reparació d'automòbils, 1 d'una empresa de transport, 1 d'una empresa financera, 1 d'una entitat de l'administració pública i 1 d'una empresa classificada com a «altres activitats de serveis».
L'únic servei als particulars que hi havia el 2009 era una lampisteria.
L'any 2000 a Tournai-sur-Dive hi havia 16 explotacions agrícoles que ocupaven un total de 891 hectàrees.

## Poblacions més properes
El següent diagrama mostra les poblacions més properes.